# Lucius Aelius Lamia (Konsul)
Lucius Aelius Lamia († 33 in Rom) war ein römischer Politiker und Senator.
Die Aelii Lamiae waren in augusteischer Zeit eine wohlhabende und angesehene Ritterfamilie. Unter Augustus wurden sie unter die Patrizier aufgenommen. Lamias gleichnamiger Vater war wohl im Jahr 42 v. Chr. Prätor. Seine Laufbahn begann Lamia wahrscheinlich als Tresvir aere argento auro flando feriundo (Münzmeister).
Nach seiner Prätur bekleidete Lamia im Jahr 3 das ordentliche Konsulat. Danach war er mehrmals Legat, unter anderem von 4 bis 6 in Germanien und 10/11 als Heerführer unter dem Oberbefehl des Tiberius. Anschließend folgten zwei Statthalterschaften, von denen Lamia allerdings nur eine wirklich wahrnehmen konnte: Wohl 15/16 ging er als Prokonsul nach Africa. Obwohl er im Jahr 21 zum Statthalter von Syria ernannt wurde, verbot ihm Tiberius, die Provinz auch tatsächlich zu besuchen. Im Jahr 32 wurde Lamia Stadtpräfekt, er starb im Jahr darauf. Lamia war auch Mitglied des Priesterkollegiums der Quindecimviri sacris faciundis.
Vermutlich war der von einem Mitglied der Familie der Plautier adoptierte zweimalige Suffektkonsul Tiberius Plautius Silvanus Aelianus sein Sohn.